# Kaleidoscope Eyes
Kaleidoscope Eyes è il terzo album in studio del gruppo musicale australiano Sheppard, pubblicato il 26 febbraio 2021.

## Tracce
1. Kaleidoscope Eyes – 1:35
2. Die Young – 3:55
3. Don't Believe in Love – 3:23
4. Somebody Like You – 4:04
5. Animals – 3:24
6. Brand New – 3:11
7. Looking for Love – 4:03
8. Symphony – 3:31
9. Midsommar – 0:39
10. M.I.A. – 4:02
11. Catalina – 3:39
12. Solid Gold – 3:21
13. Come Back – 3:44
14. Thank You – 3:57
15. Learning to Fly – 3:12
16. Lazy Love – 3:45